# Хорслип (Оффали)
Хорслип (англ. Horseleap; ирл. Baile Átha an Urchair) — деревня в Ирландии, находится в графстве Оффали (провинция Ленстер).
Местная железнодорожная станция была открыта 1 декабря 1876 года, закрыта для пассажиров и товароперевозок 27 января 1947 года и окончательно закрыта 1 июля 1965 года.
В этом небольшом ирландском городке стоит 12-футовая статуя гарцующего жеребца. Считается, что это подарок от Ferrari экс-пилоту Эдди Ирвайну. Скульптура была сделана в Италии и отправлена в Ирландию в 1999 году. Она хранилась в амбаре, в графстве Тайрон и должна была быть сюрпризом для Ирвайна.
Однако как раз перед этим Ирвайн объявил, что переходит в команду Jaguar. Статуя так и не была подарена и осталась стоять в сарае ещё целый год, пока фермер из Хорслипа её не выкупил. Сейчас статуя стала местной достопримечательностью.